# Adrián Saba
Adrián Bernardo Saba De Muinck (Madrid, 31 de diciembre de 1988) es un cineasta, guionista y productor de cine peruano. En 2012, el Ministerio de Cultura de Perú eligió su primer largometraje, El limpiador (2012), para representar a Perú en los Óscar. En 2016, estrenó su segunda película El Soñador (2016) en el Festival Internacional de Cine de Berlín. En 2023, estrenó su tercera película La erección de Toribio Bardelli (2023) que fue escogida para representar a Perú en los Óscar.

## Biografía
Nacido en Madrid el 31 de diciembre de 1988, es hijo del dramaturgo peruano Edgar Saba y la directora holandesa Els De Muinck. A sus cinco años, la familia se trasladó a Lima, la ciudad natal de su padre. Pasó el resto de su infancia y adolescencia en la capital peruana, donde ya empezó a mostrar interés en el mundo del cine y el teatro. Vivió en Nueva York durante varios años, actualmente residiendo en Madrid. Su hermana es la cantautora Nuria Saba.

### Dirección
A sus 18 años consiguió una beca Fulbright para formarse como director de cine en la Hofstra University de Nueva York. Su tesis de graduación, el cortometraje El río (2010), basado en un cuento de Julio Cortázar, ganó el primer premio en el Festival de Cine de Martil.
En 2011 Adrián funda la productora Flamingo Films. Su ópera prima, el largometraje distópico El limpiador (2012), recibió una mención especial en la categoría Nuevos Directores en el Festival de San Sebastián y también triunfó en la categoría New Voices/New Visions en el Festival de Palm Springs. 
En 2013, la Cinéfondation del Festival de Cannes seleccionó a Adrián como uno de los seis elegidos para formar parte de su programa de residencia artística La Résidence en París. En ese espacio desarrolló el guion de su segundo largometraje El soñador (2016), estrenándose en la 66 edición del Festival Internacional de Cine de Berlín y ganando el premio a Mejor Película Peruana en el Festival de Cine de Lima del 2016.
En 2019 Adrián volvió a Lima para rodar su tercer largometraje, La erección de Toribio Bardelli (2023). La posproducción se extendió durante tres años, y está programada para estrenarse en el año 2023.

## Filmografía
Cortometrajes
- El río (2010)

Largometrajes
- El limpiador (2012)
- El soñador (2016)
- La erección de Toribio Bardelli (2023)